# Eusebi Güell i López
Eusebi Güell i López   (Barcelona, 31 de desembre de 1877 - Barcelona, 1955) fou un escriptor i artista català.

## Biografia
Va néixer a la Rambla del Centre, 30 de Barcelona, fill d'Eusebi Güell i Bacigalupi (1846-918), primer comte de Güell, i d'Isabel López i Bru (Santiago de Cuba, 1848-Comillas, 1924), Gran d'Espanya, filla d'Antoni López i López, marquès de Comillas, i de Lluïsa Bru. El 1901 es va casar a Sant Sebastià amb Consol Jover i Vidal (1881-1957), filla de Joaquim Jover i Costas (1854-1922), marquès de Gelida, i de Consol Vidal i de Moragas (1862-1948), marquesa de Moragas.
Va presidir la Conferència Club i el Cercle Artístic de Barcelona.

## Obra
- New Basis for the Foundation of Geometry (Manchester, 1900).[6]
- Considérations sur le concepte de la mode dans l'art (Barcelona, 1903).[6]
- Cassius i Helena (Barcelona, 1903), poema dramàtic.[6]
- Espacio, relación y posición (ensayo sobre los fundamentos de la geometría) (Madrid, 1924).
- D'Alphonse XII à Tut-Ank-Ammon (París, 1931).[6]
- Journal d'un expatrié catalan (Mònaco, 1946)